# Manfred Steiner
Pour les articles homonymes, voir Steiner.
Manfred Steiner, né le 27 novembre 1962 à Wörgl au Tyrol, est un sauteur à ski autrichien.

## Carrière
Il fait sa première apparition dans l'élite du saut en 1980 sur la Tournée des quatre tremplins à Innsbruck (77e). Un an plus tard, il revient pour marquer ses premiers points dans la Coupe du monde, se classant notamment deux fois sixième à Thunder Bay et Cortina d'Ampezzo. Pendant deux ans ses résultats sont plus souvent hors du top trente jusqu'en janvier 1984, où il se classe troisième à Sapporo, puis premier, signant l'unique succès de sa carrière à ce niveau. Il se qualifie pour les Jeux olympiques de Sarajevo, où il prend la 41e place au grand tremplin. En 1984, il gagne également les deux titres individuels aux Championnats d'Autriche.
Il saute une dernière fois internationalement en 1985.

## Palmarès

### Jeux olympiques
| Épreuve / Édition | Sarajevo 1984 |
| Grand tremplin    | 41e           |

### Coupe du monde
- Meilleur classement général : 24e en 1984.
- 2 podiums individuels : 1 victoire et 1 troisième place.

#### Victoire individuelle
| Année | Lieu            |
| 1984  | Sapporo (Japon) |

#### Classements généraux
| Compétition/Année | Compétition/Année | Coupe du monde | Coupe du monde |
| ----------------- | ----------------- | -------------- | -------------- |
| Compétition/Année | Compétition/Année | Class.         | Points         |
| 1981              | 1981              | 46e            | 15             |
| 1982              | 1982              | 38e            | 16             |
| 1983              | 1983              | 63e            | 1              |
| 1984              | 1984              | 24e            | 40             |